# Martin Konczkowski
Martin Konczkowski (Ruda Śląska, 14 settembre 1993) è un calciatore polacco, difensore del Ruch Chorzów.

## Carriera

### Club
Cresciuto nel Ruch Chorzów, il 19 giugno 2017, dopo 135 presenze totali con i Blu, passa al Piast Gliwice, con cui firma un triennale. Il 19 maggio 2019 vince con il club della Slesia il primo storico titolo, dopo la vittoria ottenuta nella partita decisiva contro il Lech Poznań.

### Nazionale
Ha giocato nelle nazionali giovanili polacche Under-20 ed Under-21.

## Statistiche

### Presenze e reti nei club
Statistiche aggiornate al 19 maggio 2019.
| Stagione             | Squadra              | Campionato           | Campionato | Campionato | Coppe nazionali | Coppe nazionali | Coppe nazionali | Coppe continentali | Coppe continentali | Coppe continentali | Altre coppe | Altre coppe | Altre coppe | Totale | Totale |
| Stagione             | Squadra              | Comp                 | Pres       | Reti       | Comp            | Pres            | Reti            | Comp               | Pres               | Reti               | Comp        | Pres        | Reti        | Pres   | Reti   |
| -------------------- | -------------------- | -------------------- | ---------- | ---------- | --------------- | --------------- | --------------- | ------------------ | ------------------ | ------------------ | ----------- | ----------- | ----------- | ------ | ------ |
| 2012-2013            | Ruch Chorzów         | EK                   | 10         | 0          | CP              | 3               | 0               | -                  | -                  | -                  | -           | -           | -           | 13     | 0      |
| 2013-2014            | Ruch Chorzów         | EK                   | 15         | 0          | CP              | 1               | 0               | -                  | -                  | -                  | -           | -           | -           | 16     | 0      |
| 2014-2015            | Ruch Chorzów         | EK                   | 30         | 1          | CP              | 0               | 0               | UEL                | 2                  | 0                  | -           | -           | -           | 32     | 1      |
| 2015-2016            | Ruch Chorzów         | EK                   | 35         | 0          | CP              | 1               | 0               | -                  | -                  | -                  | -           | -           | -           | 36     | 0      |
| 2016-2017            | Ruch Chorzów         | EK                   | 36         | 0          | CP              | 2               | 0               | -                  | -                  | -                  | -           | -           | -           | 38     | 0      |
| Totale Ruch Chorzów  | Totale Ruch Chorzów  | Totale Ruch Chorzów  | 126        | 1          |                 | 7               | 0               |                    | 2                  | 0                  |             | -           | -           | 135    | 1      |
| 2017-2018            | Piast Gliwice        | EK                   | 37         | 1          | CP              | 1               | 0               | -                  | -                  | -                  | -           | -           | -           | 38     | 1      |
| 2018-2019            | Piast Gliwice        | EK                   | 32         | 0          | CP              | 2               | 0               | -                  | -                  | -                  | -           | -           | -           | 34     | 0      |
| Totale Piast Gliwice | Totale Piast Gliwice | Totale Piast Gliwice | 69         | 1          |                 | 3               | 0               |                    | -                  | -                  |             | -           | -           | 72     | 1      |
| Totale carriera      | Totale carriera      | Totale carriera      | 195        | 2          |                 | 10              | 0               |                    | 2                  | 0                  |             | -           | -           | 207    | 2      |

## Palmarès

### Club

#### Competizioni nazionali
- Campionato polacco: 1

Piast Gliwice: 2018-2019